# Christine Habermann von Hoch
Christine Habermann von Hoch (* 3. září 1980, Dačice) je česko-německá sochařka a designérka v kovu. Je známá pro své monumentální sochy z oceli i subtilní plastiky, které propůjčují železu dojem křehkosti. Do svých děl často komponuje světlo, v užité tvorbě se věnuje mj. designu svítidel.

## Život

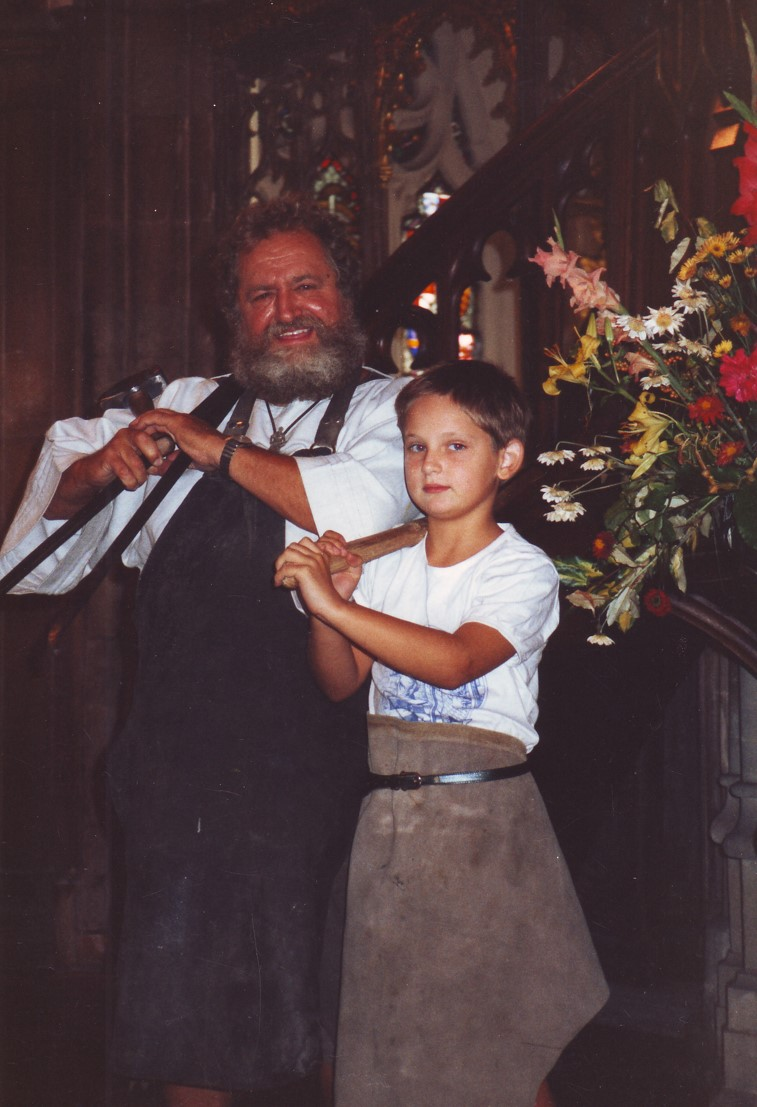
Christine s otcem Alfredem Habermannem v Cardiffu na slavnosti žehnání nástrojů

Je nejmladší dcerou uměleckého kováře a sochaře Alfreda Habermanna (1930–2008), který bývá nazýván „papežem kovářů“.  V roce 1985 odešla rodina do Německa, kde se její otec nadále věnoval tvorbě. Vyrůstala proto v prostředí, kde se všechno točilo kolem umělecké kovařiny. Otcovu dílnu navštěvovali žáci z celého světa, vzhledem k jeho zahraničním projektům rodina často cestovala a stěhovala se. Na dospívající dívku měla formativní vliv zejména série pobytů v Izraeli, kde otec učil v kibucu. Jeho tvůrčí a výukové pobyty je zavedly též do Itálie, USA a Japonska. Od otce se naučila všem základním technikám zpracování kovu i kresbě, železo se stalo jejím celoživotním výrazovým prostředkem. Zároveň se zajímala i o malbu, architekturu a uměnovědy, což ji směřovalo k dalšímu studiu. Po maturitě šla na sochařskou a řezbářskou školu do Jižních Tyrol. Vyhověla tak přání otce, který si nepřál, aby šla po střední škole na akademii. Mezi lety 2001 a 2007 studovala výtvarné umění a německou filologii na Univerzitě Palackého v Olomouci, s delšími stipendijními pobyty na Florentské univerzitě, kde se zabývala převážně dějinami umění, na Technické univerzitě v Drážďanech a Vídeňské univerzitě. Pro Univerzitu Palackého posléze vytvořila Cenu Ludvíka Václavka s názvem „Koncentrované vědění“ („Geballtes Wissen“, 2011). Už během studia vyučovala kovářské techniky na hradě Helfštýn, v dolnorakouském Ybbsitz či na setkáních společnosti Artist Blacksmith Association of North America (ABANA). 
Nabyté řemeslné i intelektuální zázemí výrazně formovalo její tvorbu, v níž se prolínají tradiční techniky zpracování kovu s moderními postupy a koncepty. Během vysokoškolského studia vyvinula svébytnou techniku kovaných obrazů a experimentovala s kombinovanými technikami a konceptuální tvorbou (např. série Eisen – Pelz – Gold – Silber).
Po studiu strávila necelý rok s tehdy již nemocným otcem v kovárně v  Ybbsitz, kde Alfréd Habermann strávil poslední léta svého života. Po jeho smrti mu vytvořila náhrobní triptych z kovu, skla a kamene na místním hřbitově. Sakrálním plastikám se poté začala věnovat intenzivněji – k nejvýraznějším realizacím v této oblasti patří Kříž motýlů v hornorakouském Enns. Aby zpřístupnila otcovu tvorbu veřejnosti, založila Christine Habermann von Hoch v roce 2008 soukromé muzeum Alfréda Habermanna v Ybbsitz, v němž byly k vidění modely, fotografie děl a vybrané sochy. Tyto exponáty po roce 2018 zapůjčila městu Lipník nad Bečvou.   
Od roku 2017 žije v České republice, kde se plně věnuje volné tvorbě a designu v kovu pro interiér, zahrady a veřejný prostor. Má dceru Stellu (*2015) a syna Felixe Leviho (*2019).

## Volná tvorba
Tvorba Christine Habermann von Hoch zahrnuje velkoformátová díla i filigránské kusy. Z monumentálních prací je nejznámější její ocelový betlém Klanění tří králů pro klášter Neustift u jihotyrolského Brixenu (2014). Sochy dosahují výšky přes 4m. Betlém zaujal svým minimalistickým ztvárněním.
Pro drobnější díla, která se nacházejí v galeriích a soukromých sbírkách v ČR, Rakousku, Německu i Švýcarsku, je charakteristické propojení subtility a hmoty. Příkladem mohou být levitující kovové plastiky, které budí dojem kresby v prostoru.
Do svých děl často vkomponovává osvětlení, nezřídka je doplňuje plátkovým zlatem, což slouží k podtrhnutí symboliky a spirituálního rozměru. Jejím výrazovým prostředkem jsou i průsvity a hra se stíny, což opět přispívá ke kontrastu mezi těžkým kovem a neuchopitelnou kresbou světla a stínů.

## Sochy a instalace ve veřejném prostoru
Vedle monumentálního betléma patří k jejím významným sochařským instalacím ve veřejném prostoru série sedacích objektů v proluce u synagogy v Hranicích z roku 2019. Instalace s názvem „Nicocot – Fragmenty světla“ je inspirovaná židovskou symbolikou a je zdobena hebrejským písmem. Prořezané písmo slouží jako ornamentální i obsahový prvek, vzhledem k osvětlení uvnitř konstrukcí působí vybraná hebrejská slova (např. „šalom“, „kavot“, „ahava“) jako fragmenty světla („nicocot“), což odkazuje k Luriánské kabale. Šestice trojúhelníkových sedáků dohromady skládá Davidovu hvězdu.
Další realizací je Socha studentstva pro Slezskou univerzitu v Opavě (2019), která slouží jako upomínka událostí ze 17. listopadu 1989. Socha se skládá ze šesti ocelových plátů ve tvaru kontury srdce, které jako celek připomínají tvar květu.
Habermann von Hoch se věnuje též tvorbě sochařského zahradního nábytku a vytváří sochy do zahrad a parků.

## Díla (výběr)
- Klanění tří králů, monumentální betlém (4m) – Neustift u Brixenu, Jižní Tyrolsko, Itálie
- Portál se svícemi, dveře kostela sv. Vavřince – Norimberk, Německo
- Motýlí kříž, náhrobek – Enns, Rakousko
- Páteř světla, sbírka Muzea Komenského v Přerově
- Design osvětlení, koncept instalace, zábradlí a skleněné dveře – Příbor
- Cena Otokara Fischera – Praha
- Cena Ludvíka Václavka „Koncentrované vědění“ – Univerzita Palackého v Olomouci
- Sluneční hodiny – Hollenstein an der Ybbs, Rakousko
- Design svítících dveří a pozlacené plastiky pro wellness – Praha
- Svítidla v kulturním domě Echo – Lipník nad Bečvou[11]